# La Roche-Guyon
La Roche-Guyon es una localidad y comuna francesa, situada en el departamento de Valle del Oise, en la región de Isla de Francia.
La comuna creció alrededor del Castillo de La Roche-Guyon, del cual dependió históricamente para su existencia. La población de la comuna en 1999 era de 550 habitantes.

## Demografía
| 556 | 631 | 603 | 567 | 561 | 550 |
| Para los censos de 1962 a 1999 la población legal corresponde a la población sin duplicidades (Fuente: INSEE [Consultar]) |     |     |     |     |     |

## Castillo de La Roche-Guyon
El Castillo de La Roche-Guyon fue inicialmente construido en el siglo XII y mantenido por la familia Liancourt. El dominio de La Roche-Guyon pasó a manos de la familia La Rochefoucauld en 1669, con el matrimonio de Charlotte de Plessis Liancourt con François VII de La Rochefoucauld. El Château mantuvo su aspecto de fortaleza medieval, con sus torres y oscuros apartamentos. El Château se amplió en el siglo XVIII.
Cuando Turgot, el ministro de Luis XVI fracasó en sus proyectos de reformas fundamentales en 1776, se retiró durante un tiempo al Château, como invitado de Louise Elisabeth Nicole de La Rochefoucauld, duquesa d'Enville.

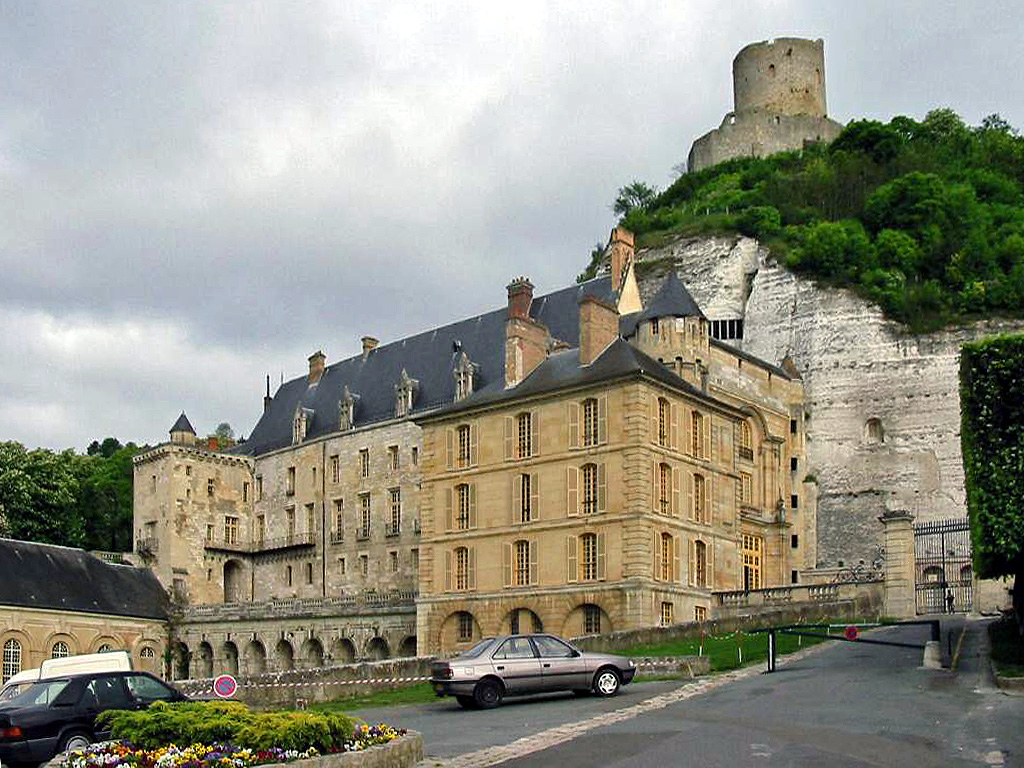
Château de La Roche-Guyon

La Roche-Guyon fue el lugar de nacimiento de François Alexandre Frédéric, duque de la Rochefoucauld-Liancourt (1747-1827)
El castillo se usó como ambientación para una famosa historieta franco-belga sobre viajes en el tiempo:  Le Piège diabolique (La trampa diabólica) de las series Blake y Mortimer por Edgar Pierre Jacobs.  
El mariscal alemán Erwin Rommel (1891-1944) defendió Normandía de los aliados en la Segunda Guerra Mundial desde un búnker ubicado aquí. La Operation Gaff fue una patrulla de seis hombres de comandos especiales del ejército del aire que saltaron sobre la Francia ocupada el 25 de julio de 1944. Su misión era matar a Erwin Rommel en su cuartel general en La Roche Guyon. Quedó abortada cuando el comandante alemán resultó herido durante un bombardeo aliado.

## Puntos de interés
- Arboretum de La Roche-Guyon